# Percy Jackson – Im Bann des Zyklopen

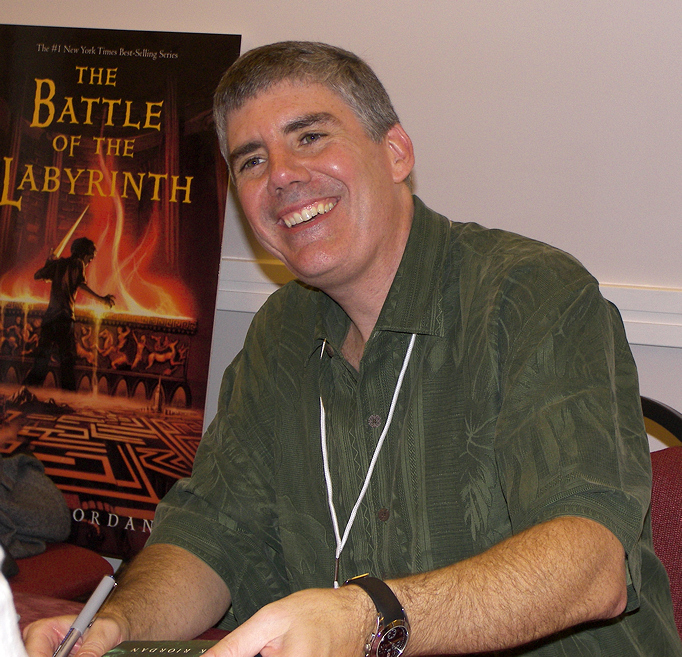
Autor Rick Riordan

Percy Jackson – Im Bann des Zyklopen (Originaltitel: Percy Jackson & the Olympians: The Sea of Monsters) ist ein Fantasy-Jugendbuch des Schriftstellers Rick Riordan, die Fortsetzung von Percy Jackson – Diebe im Olymp und der zweite Band der Percy-Jackson-Reihe. Es wurde erstmals im Jahr 2006 veröffentlicht. Die Übersetzung von Gabriele Haefs erschien im Carlsen Verlag.
Wie auch schon Percy Jackson – Diebe im Olymp wird Im Bann des Zyklopen in der ersten Person von dem Halbgott Perseus „Percy“ Jackson, Sohn des Meergottes Poseidon erzählt. Percy hat, was Meer und Wasser betrifft, einige übernatürliche Kräfte geerbt und wird im Camp Half-Blood auf Long Island zum Heros ausgebildet.

## Handlung
Percys siebtes Schuljahr am Meriwether Prep für Problemkinder neigt sich dem Ende zu. Das ganze Jahr über hat Percy sich für einen obdachlosen Waisenjungen namens Tyson eingesetzt, der als gemeinnützige Tat die Schule besuchen darf, jedoch von allen anderen gemobbt wird. Tyson ist außergewöhnlich groß und stark, aber auch schwächlich und schnell verzweifelt. In der Nacht vor dem letzten Schultag wird Percy von Albträumen geplagt, in denen sein bester Freund, der Satyr Grover Underwood, in Gefahr schwebt.
Bei einem Völkerballspiel im Rahmen der Abschlussprüfungen entpuppen sich einige Gastschüler als menschenfressende Laistrygonen, die Percy vernichten wollen. Mit Hilfe von Tyson, der sich gegen die Feuerangriffe immunisieren kann, und Annabeth Chase, einer Mitschülerin aus Camp Half-Blood, kann Percy die Ungeheuer besiegen und gemeinsam mit den beiden Freunden fliehen. Nachdem sie mit dem Taxi der Graien zum Camp gelangt sind, geraten sie in eine Schlacht gegen Bronzemonster an der Campgrenze. Der übliche Schutzzauber, der aus der Fichte Thalias entspringt, ist geschwächt. Tyson zerschlägt die Bestien und stellt sich als Zyklopenbaby heraus. Der magische Nebel hat sein einäugiges Gesicht vor Percy verschleiert.
Es stellt sich heraus, dass der magische Baum der Thalia vergiftet wurde und nun langsam dahinstirbt, und mit ihm der Schutzzauber. Dionysos, der das Camp leitet, macht Chiron verantwortlich, was diesen seine Stelle als Unterrichtskoordinator kostet. Stattdessen wird der Geist von Tantalos eingestellt, dessen einziges Ziel im Camp es ist, sich von seiner Strafe zu erholen und sich an den Heroen für alles erlebte zu rächen.
Poseidon bekennt sich nun zu Tyson als Vater, was nicht ungewöhnlich ist, da Zyklopen fast immer Kinder des Meeresgottes sind. Percy wird daher von allen verlacht, nur Hephaistos’ Sohn Charles Beckendorf gibt sich Mühe, Tyson in der Schmiedekunst zu unterrichten, worin dieser offenbar ein Naturtalent ist. Percy hat derweil immer häufiger Träume von Grover, und es stellt sich heraus, dass diese der Realität entsprechen, da Grover einen Empathielink zwischen sich und Percy geknüpft hat und seinen Freund somit informieren kann, wenn er in Gefahr ist. Grover wird von Polyphem auf einer Insel im Meer der Ungeheuer gefangen gehalten. Der geistig beschränkte Polyphem, der seit seiner Begegnung mit Odysseus zudem nicht mehr gut sehen kann, hält Grover für eine Zyklopin und will ihn heiraten. Grover kann die Hochzeit jedoch hinauszögern, indem er die Brautschleppe, die er weben soll, nachts immer wieder aufribbelt.
Nach einem Wagenrennen, bei dem das Camp von Stymphalischen Vögeln angegriffen wurde, mutmaßen Annabeth und Percy, dass Polyphem das Goldene Vlies besitzt, welches die Natur stärken und heilen kann. Sie wollen Tantalos überreden, ihnen den Auftrag zum Finden des Vlieses zu geben, so dass sie Grover und das Camp retten können. Doch Tantalos gibt den Auftrag Clarisse, einer Tochter des Ares.
In einer Nacht am Strand trifft Percy den Gott Hermes, der ihn überredet, mit Annabeth und Tyson auszubrechen, um das Vlies zu suchen. Er gibt Percy eine Thermoskanne mit Winden und einige nützliche Vitaminbonbons. Hermes hat die Hoffnung, dass Percy seinen Sohn Luke Castellan, der für die Titanen arbeitet, auf den richtigen Weg zurückbringen kann.
Mit Hermes’ Hilfe gelangen die drei auf das Kreuzfahrtschiff Prinzessin Andromeda. Dieses wirkt die Nacht über wie ausgestorben, ist jedoch von zombieartigen Passagieren bevölkert und dient zudem einer Armee von Ungeheuern unter Luke Castellan als Hauptquartier. Luke nimmt die drei Freunde gefangen und gibt nun zu, Thalias Baum vergiftet zu haben, obwohl sie ihm zu Lebzeiten mehrmals das Leben gerettet hat. Luke will Kronos wieder auferstehen lassen, um mit ihm und den Titanen das Camp und später den Olymp zu überrennen. Nachdem Castellan vergeblich versucht hat, Annabeth auf seine Seite zu ziehen, ordnet er die Tötung der drei an.
Percy, Tyson und Annabeth können jedoch mit Hermes’ Artefakten fliehen und suchen Schutz in einem einst von Grover, Thalia, Annabeth und Luke gebauten Versteck. Ganz in der Nähe residiert die Hydra, gegen die die drei bald kämpfen müssen. Das Ungeheuer wird von Clarisse vernichtet, die mit einem von Zombiesoldaten gesteuerten Schiff zum Meer der Ungeheuer fährt, um ihren Auftrag zu erfüllen. Sie nimmt die drei widerwillig mit an Bord.
Um in das Meer der Ungeheuer zu gelangen, muss das Schiff wohl oder übel die Seebestien Skylla und Charybdis passieren. Charybdis wohnt auf dem Meeresgrund und erzeugt einen gewaltigen Strudel, während die vielköpfige Seeschlange Skylla von einem Felsen aus blitzschnell Menschen aufpickt. Als der Maschinenraum Schaden nimmt, steigt Tyson herab, um ihn zu reparieren. Bei der folgenden Explosion des Schiffes geraten Annabeth und Percy in das eine, Clarisse in das andere Rettungsboot. Tyson bleibt verschwunden und ist scheinbar bei der Explosion ums Leben gekommen.
Auf dem Boot erzählt Annabeth von der Prophezeiung, dass das nächste Kind von einem der großen Drei, das sechzehn Jahre alt wird, das Schicksal des Olymps bestimmen kann. Wenig später gelangen sie auf die Insel der Zauberin Circe, die dort ein Wellnesshotel betreibt und Percy kurzzeitig in ein Meerschweinchen verwandelt. Mit Hermes’ Vitaminbonbons verwandelt Percy nicht nur sich, sondern auch einige Piraten wieder zurück. Er und Annabeth können daraufhin mit deren Schiff, der Queen Anne’s Revenge, fliehen.
Es kommt zu einem weiteren Zwischenfall bei der Insel der Sirenen: Annabeth will – nach Odysseus’ Vorbild an den Mast gefesselt – deren Gesang anhören, kann ihre Fesseln jedoch durchschneiden und beinahe zur Insel schwimmen. Als die beiden bei Polyphems Insel ankommen, sehen sie nicht nur das Goldene Vlies, das von einer Herde menschenfressender Schafe bewacht wird, sondern auch Grover und Clarisse, die mittlerweile ebenfalls in Polyphems Gewalt sind. Aufgrund einer Indiskretion Clarisse' erkennt Polyphem nun Grovers wahre Identität und will ihn zum Abend auffressen, um stattdessen Clarisse zu heiraten.
Es gelingt Percy und Annabeth, die Gefangenen zu befreien. Auf der Insel kommt es nun zu einem größeren Kampf zwischen dem Zyklopen und den Halbbluten. Als Polyphem kurz vor dem Sieg steht und er kurz davor steht, Percy zu fressen, taucht unerwartet Tyson auf, der den Untergang des Schiffes offenbar mit Hilfe eines Hippokamps überlebt hat. Obwohl Polyphem die Queen Anne’s Revenge zerstört, können Percy und seine Freunde das Vlies stehlen, mit den Hippokampen entkommen und Miami erreichen. Dort angekommen legen sie ihr Geld für ein Flugticket zusammen, damit Clarisse das Vlies rechtzeitig im Camp abliefern und ihren Auftrag erfüllen kann. Die übrigen werden kurz darauf von Luke gefangen genommen und an Bord des Schiffes gebracht. Percy überträgt ein Geständnis Castellans für seine Schandtaten und die Unschuld Chirons per Iris-Nachricht an den Speisetisch des Camps, woraufhin Dionysos Tantalos feuert und in die Unterwelt zurückschickt.
Während Percy an Bord der Prinzessin Andromeda gegen Luke kämpft, werden die Freunde von Chiron befreit und in aller Eile zum Camp gebracht. Unterwegs erfährt Percy nicht nur, dass Chiron Kronos’ Sohn ist, sondern auch den wahren Grund für den Eid der großen Drei, keine sterblichen Kinder mehr zu zeugen: Einer Weissagung nach soll das nächste heroische Kind eines der großen Drei, das sechzehn Jahre alt wird, den Olymp und seine Götter nach eigener Entscheidung entweder stürzen oder retten. Nach der Ankunft im Camp wird Clarisse als Heldin gefeiert und Thalias Schutzzauber mit dem Vlies wieder regeneriert.
Nachdem er Annabeth und Percy mit seiner Schmiedekunst geholfen hat, ein Wagenrennen zu gewinnen, verlässt Tyson das Camp, um in den Schmieden seines Vaters Poseidon zu arbeiten und Waffen für den kommenden Titanenkrieg herzustellen.
In der letzten Szene des Buches zeigt sich, dass das Goldene Vlies eine zu starke Wirkung absondert: Thalia wird aus dem Baum heraus als etwa Fünfzehnjährige wiedergeboren, da sie in der Gestalt der Fichte nur verlangsamt altern konnte. Die Vergiftung des Baumes und die anschließende Regeneration durch das Vlies gehörten somit zu Kronos’ Plänen, um die Weissagung von Percy auf die ältere Thalia zu verlagern und die Zeit bis zum Krieg dadurch zu reduzieren.

## Ausgaben
- Rick Riordan: Percy Jackson – Im Bann des Zyklopen. Aus dem Englischen von Gabriele Haefs. Carlsen, Hamburg 2006, ISBN 3-551-55442-0 (erste Auflage).
- Rick Riordan: Percy Jackson – Im Bann des Zyklopen. Aus dem Englischen von Gabriele Haefs. Carlsen, Hamburg 2010, ISBN 978-3-551-55438-3 (neue bearbeitete Auflage).
- Rick Riordan: Percy Jackson – Im Bann des Zyklopen. gelesen von Marius Clarén, Bastei Lübbe, Köln 2010, ISBN 978-3-8387-6693-5 (Hörbuch).
- Rick Riordan: Percy Jackson and the Sea of Monsters. Puffin, London 2006, ISBN 0-14-138149-3 (Originalausgabe).

## Verfilmung
Die gleichnamige Verfilmung des Buches als Fortsetzung des Filmes Percy Jackson – Diebe im Olymp kam am 15. August 2013 in die Kinos.